# Clelea chala
Clelea chala es una especie de polilla de la familia Zygaenidae.
Fue descrita científicamente por Moore en 1859.